# Petrosaviales
A Petrosaviales egy egyszikű, egyetlen családot tartalmazó növényrend neve. A korábbi rendszerezők kis része ismerte el már a családot is, az ide tartozó növényeket leggyakrabban a Liliaceae családba sorolták.
A 2003-ban megjelent APG II-rendszer már elismerte a családot, bár rendbe nem sorolta. Ebben eltér az eredeti APG-rendszertől, ami a családba tartozó két nemzetséget (Japanolirion és Petrosavia) külön családokként írja le. A 2009-es APG III-rendszer már saját rendbe sorolja a családot.
A Japanolirion nemzetségbe egyetlen faj, a Petrosavia-ba három faj tartozik. Mindkét nemzetség növényei csak nagy magasságokban találhatók meg; pollenjük monoszulkát.